# ماجد العمری
ماجد العمری (انگلیسی: Majed Al-Amri؛ زادهٔ ۱۵ سپتامبر ۱۹۸۵) یک ورزشکار اهل عربستان سعودی است.
از باشگاه‌هایی که در آن بازی کرده‌است می‌توان به باشگاه فوتبال الاتفاق عربستان سعودی، باشگاه فوتبال الشباب عربستان سعودی، باشگاه فوتبال الشعله عربستان سعودی، و تیم ملی فوتبال عربستان سعودی اشاره کرد.
وی همچنین در تیم ملی فوتبال Saudi Araboa بازی کرده است.